# グスターブ・ヘィメル

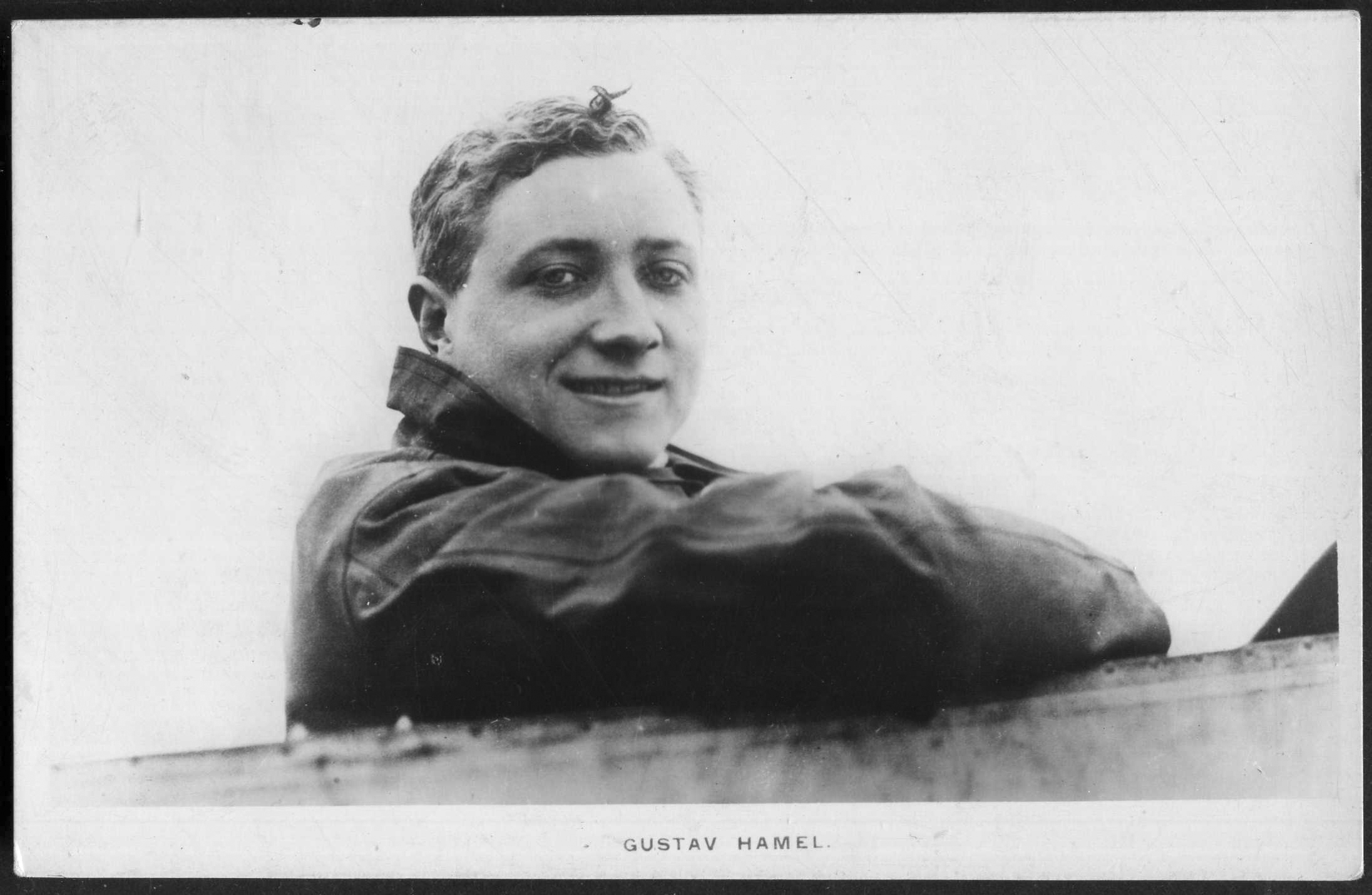
グスターブ・ヘィメル

グスターブ・ヘィメル（Gustav Hamel、1889年6月25日 - 1914年5月23日に行方不明）は、イギリスの航空のパイオニアである。1911年にヘンドン飛行場からウィンザーに初の公式エアメールを運んだことなどで知られる。
ウェストミンスターで学んだ後、21歳であった1910年にフランス、ポーのブレリオの飛行学校で飛行を学んだ。クロード・グラハム＝ホワイトが飛行を行っていたヘンドン飛行場で活躍した。特筆される最初の飛行は1911年3月24日にヘンドンからブルックランズまでを58分の記録飛行であった。1911年8月26日、新聞社がスポンサーとなって、ヘンドンからサウスエンドに新聞を運ぶ公開飛行に挑んだが荒天のために、西ロンドンのハマースミスに不時着した。
1911年9月9日、イギリス郵政省の初の公式エアメールをヘンドン飛行場からウィンザーの間の21マイルをブレリオ機で10分かけて運んだ。輸送中に自らが書いたポストカード含めて多くの郵便を運び、この時運ばれた郵便は、コレクターに珍重されている。
1913年末、多くの観衆の前で宙返り飛行を行い、1914年1月2日にはトレホーク・デービスと言う女性を乗せて、宙返り飛行を行ない、デービスは女性として最初に宙返り飛行に同乗した最初の女性となった。1914年5月23日、パリから新たに購入したモラーヌ・ソルニエ単葉機でイギリスに帰る途中、ドーバー海峡で行方不明になった。